# Alex Diniz
Alex Correia Diniz (Recife, 20 d'octubre de 1985) és un ciclista brasiler professional des del 2007. El 2009, després de la seva victòria al Tour de Santa Catarina, es va comprovar que havia donat positiu per EPO. Se li va retirar el triomf, i va ser suspès durant dos anys.

## Palmarès
- 2006
  - Campió panamericà sub-23 en ruta
  - 1r a la Volta a l'Estat de São Paulo i vencedor d'una etapa
- 2007
  - 1r al Tour de Santa Catarina i vencedor de 2 etapes
- 2009
  - 1r al Tour de Santa Catarina i vencedor d'una etapa
- 2012
  - 1r al Giro a l'Interior de São Paulo i vencedor de 2 etapes
  - Vencedor d'una etapa del Tour de Brasil-Volta de l'Estat de São Paulo
- 2013
  - Vencedor d'una etapa del Tour de San Luis